# Grigore Bejan
Grigore Bejan (n. 1865 – d. 1948?, Iași) a fost un inginer și filantrop român.

## Biografie
Grigore Bejan, fost ofițer de infanterie, a urmat studii de inginerie la Școala Politehnică a Universității libere din Bruxelles unde a obținut diploma de inginer în 1894. Revenind în România, a fost unul din colaboratorii lui Anghel Saligny la construcția podului de la Cernavodă.

## Activitatea profesională
Inginerul Bejan a fost interesat de problemele legate de dezvoltarea și modernizarea orașului Iași, realizând în 1896 pentru Primăria Municipiului Iași un studiu pe tema sistematizării orașului.
Inginerul Bejan a fost proprietarul unor mari suprafețe de teren în Iași, de o parte și de alta a Bulevardului Elisabeta, de la Râpa Galbenă spre Păcurari, precum și pe dealul Galata, spre comuna Miroslava. Pe terenul de lângă Esplanada Elisabeta Grigore Bejan a construit un hotel cunoscut sub numele de Hotelul Bejan, hotel modern cu câteva etaje care a fost demolat după cel de-al Doilea Război Mondial.

## Activitatea politică
Grigore Bejan a fost un apropiat al Profesorului A.C. Cuza, susținând ideile politice naționaliste de dreapta. Multe din întrunirile studenților ieșeni membri ai Asociației studenților creștini  (Ligii Apărării Național Creștine) s-au desfășurat în sala Hotelului Bejan. Aflând de hotărârea lui Corneliu Zelea Codreanu de a construi un sediu pentru Liga Apărării Național Creștine, inginerul Bejan a oferit un teren pentru construcția clădirii, teren situat pe Bulevardul Elisabeta. Codreanu a pus piatra de temelie a noii construcții pe 13 septembrie 1925, clădire fiind construită prin munca voluntară a studenților și numită Căminul Cultural Creștin. Această clădirea a existat până pe la mijlocul anilor '70.

## Filantropul Grigore Bejan
Grigore Bejan a donat prin testament Universității terenurile pe care le deținea în Iași: aproximativ 950 mp în bulevardul Elisabeta nr. 6, pe care acum a fost construit căminul de studenți Akademos al Universității, și cele 40 de hectare pe dealul Galata din care o parte a făcut obiectul unui schimb de terenuri, Universitatea obținând un teren de circa 6,7 hectare intrat în patrimoniul Grădinii Botanice.